# Adelaide Johnson
Adelaide Johnson (1859–1955) fue una escultora estadounidense cuyo trabajo se exhibe en el Capitolio de los Estados Unidos y una feminista que se dedicó a la causa de la igualdad de las mujeres. Fue conocida como la "escultora del movimiento de mujeres".

## Biografía

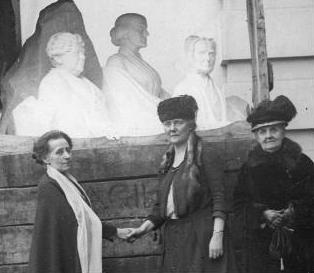
Johnson (izquierda) en la presentación del Retrato Monumento a Lucretia Mott, Elizabeth Cady Stanton y Susan B. Anthony en 1921.

Nacida como Sarah Adeline Johnson en una familia de agricultores de medios modestos en Plymouth, Illinois, asistió a una escuela rural y luego tomó clases en la Escuela de Diseño de St. Louis. En 1878, cambió de Sarah Adeline a Adelaide, un nombre que pensó que era más dramático. Se mudó a Chicago y se mantuvo con su arte. En enero de 1882, apresurándose para llegar a su estudio, se resbaló y cayó veinte pies por el pozo de un ascensor sin vigilancia. Gravemente herida, ella demandó una indemnización y recibió la suma de $15,000. Esta lesión y la recompensa le dieron la libertad financiera de viajar a Europa para estudiar pintura y escultura, oportunidad que nunca hubiera tenido sin el accidente. Aprovechó la oportunidad de estudiar en Dresde y Roma, estudiando con Giulio Monteverde en Roma, donde mantuvo un estudio hasta 1920. 

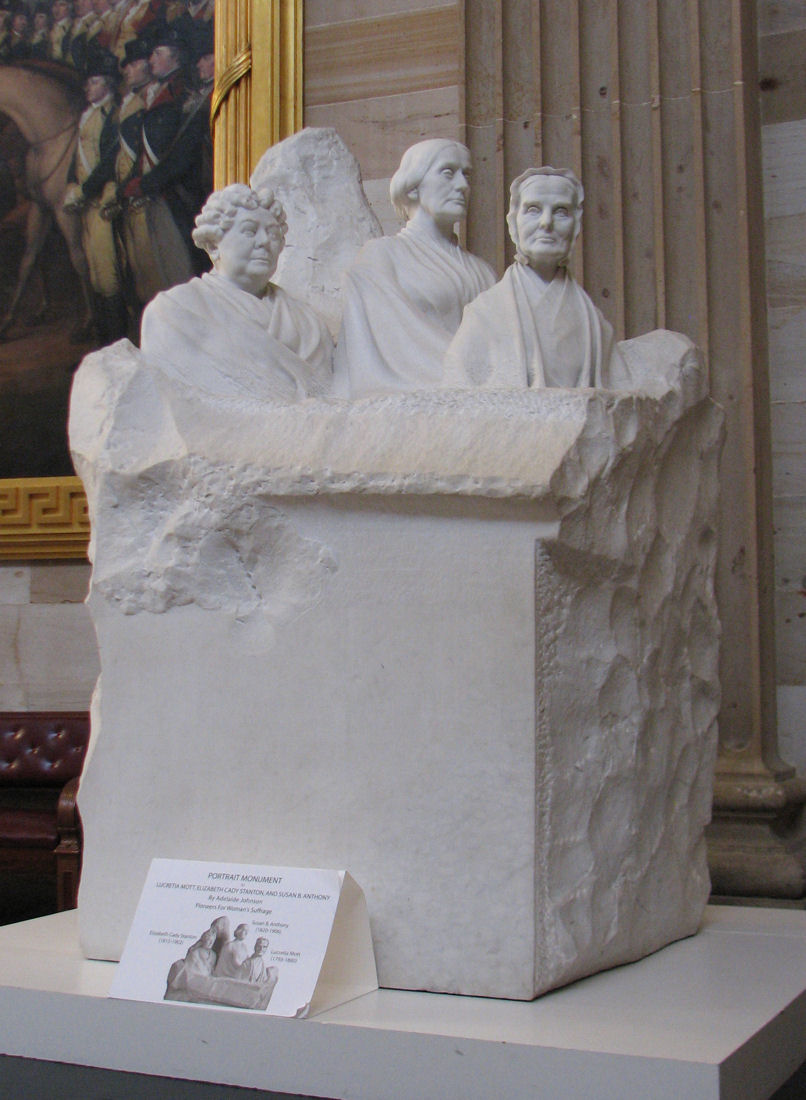
La estatua de Retrato Monumento ubicada en la Rotonda de los Estados Unidos. El Retrato Monumento representa a tres mujeres involucradas en el Movimiento Sufragista de Mujeres: Elizabeth Cady Stanton, Susan B. Anthony y Lucretia Mott.

Johnson exhibió su obra Retrato Monumento y un busto de Caroline B. Winslow en Edificio de la Mujer, en la Exposición Colombina del Mundo de 1893 en Chicago, Illinois. El punto culminante de su carrera profesional fue completar un monumento en Washington D. C. en honor al movimiento de sufragio femenino. Alva Belmont ayudó a asegurar la financiación de la pieza, Portrait Monument to Lucretia Mott, Elizabeth Cady Stanton y Susan B. Anthony, que se dio a conocer en 1921. Esta pieza se exhibió originalmente en la cripta del Capitolio de los EE. UU., pero se trasladó a su ubicación actual y se exhibió más prominentemente en la rotonda en 1997.
En 1896 se casó con Frederick Jenkins, un empresario británico y compañero vegetariano que era once años menor que ella. Tomó el apellido de su familia los Johnson como "el tributo que el amor rinde al genio". Se casaron con una ministra y sus damas de honor fueron los bustos que había esculpido de Susan B. Anthony y Elizabeth Cady Stanton. El matrimonio terminó después de doce años.
Su carrera decayó después de la década de 1930 y los problemas financieros la acosaron. Ella dependía de otros para obtener apoyo financiero y, a menudo, no estaba dispuesta a vender sus esculturas porque sentía que los precios ofrecidos no reconocían su trabajo. Enfrentada al desalojo por no pagar impuestos, en 1939 invitó a la prensa a presenciarla mutilando sus propias esculturas como protesta contra sus circunstancias, y contra la imposibilidad de realizar su sueño de un estudio-museo que conmemorara a las sufragistas y a otras activistas de mujeres. Se mudó con amigos en 1947 y apareció en programas de televisión intentando ganar dinero para volver a comprar su casa. Su naturaleza extravagante la llevó a mentir sobre su edad a lo largo de su vida. Ella celebró su cumpleaños número 100 a la edad de 88 años, dándose cuenta de que era una buena publicidad. Tras su muerte, se informó que su edad era 108, aunque era "solo" de 96 años. Está enterrada en Washington D. C. en el cementerio del Congreso .

## Otras lecturas
- Cementerio del Congreso, Washington DC

- Datos: Q2824195
- Multimedia: Adelaide Johnson / Q2824195